# ユニコーンに乗って
『ユニコーンに乗って』（ユニコーンにのって）は、2022年7月5日から9月6日までTBS系「火曜ドラマ」枠にて放送されたテレビドラマ。主演は永野芽郁。

## あらすじ

### 第1話
成川佐奈は「ITの力でどんな差も埋められる」という起業家・羽田早智の言葉を支えに慶成大学に潜り込み独学で学び、そこで出会った須崎功、栗木次郎と3人でEdTech企業「ドリームポニー」を起業した。しかし、3年を経過して、新規アプリユーザー数は減少に転じ、ユニコーン企業への成長が厳しくなる。現状打破に人材募集するが、ITスキルは高いがコミュ障ぎみの森本海斗以外は思わしい人材は現れず、羽田が発起した起業家支援プロジェクトに応募するも落選、佐奈は落胆する。そんな中、偶然再会した募集で不採用とした中年サラリーマン・小鳥智志から「ITの力ですべての人が平等に学べる場所を作る」という企業理念に感銘を受けたと励まされ奮起し、ヴァーチャルスクール「スタディーポニーキャンパス」を立案、事業規模を拡大させると羽田に宣言する。収益化は無理だろうと事業案を評価するも、羽田は着眼点は面白いと興味を示し、事業が進展すればまた会おうと佐奈に名刺を渡す。佐奈は企業理念を共有できる小鳥を社員に迎え入れ、事業の実現に一歩踏み出す。

### 第2話
佐奈は「スタディーポニーU」の事業化に向けて「ゴールドキャピタル」の白金貴史に資金増額を申し込むが、月20万人の新規ユーザーの獲得が条件と説明される。小鳥は野鳥観察に出かけた公園で野鳥好きの少年・羽田玲央と知り合い、付き添っていた母親の羽田早智に自分が「ドリームポニー」の新入社員であることを明かす。羽田は小鳥を採用した佐奈の決断を評価し、佐奈の雑草魂は嫌いでないと告げる。佐奈たちは新規ユーザー獲得のため何人かのインフルエンサーにSNSでの宣伝を依頼するが、全員に断られる。アナログなやり方と評価していた小鳥がショッピングモールで行った「スタディーポニーU」の体験会の様子を見た佐奈は、ユーザーの直接の声が聴ける有用性に気付き、有名カフェで全社を挙げての体験会を開催する。

### 第3話
小鳥は慶成大学のクイズ研究会「クイズマップ」とのコラボを提案する。功は小鳥からの質問をきっかけに慶成大学の学生だった頃を思い出す。佐奈は起業に必要な知識を身に着けるため、栗木の「代返」として慶成大学の授業の「もぐり」をしていた。佐奈は功のプログラミングの才能に目をつけ、起業のパートナーになることを願い出る。功は卒業まで佐奈に協力することにし、栗木も交え3人でプログラム開発を行なう。功は父親で須崎不動産の社長でもある須崎征一から佐奈と関わることを止めて就活に励むように言われたことに反発し、就職せず起業すると答えて家を出る。3人は学生ビジネスコンテストで優勝し賞金100万円を獲得する。佐奈と功は恋愛感情を封印しビジネスパートナーとなることを決意する。

### 第4話
佐奈は1億円の投資を検討する投資家の高山充から夕食に誘われる。功はドリームポニーが入居するビルの新たな家主となった須崎不動産の賃料アップについて父親の征一に交渉を持ち掛けるが冷たくあしらわれる。小鳥は修理された双眼鏡を受け取りに羽田早智の自宅を訪れ、彼女の経験談から投資家の中には下心を持ち接近する者も居るという事を知り、高山に疑念を持ち、佐奈に連絡を入れるが応答がない。佐奈は酒乱となった高山に連れまわされそうになるが、間一髪、駆け付けた小鳥に助けられる。一連の経緯を聞いた白金から、資金調達に頼らず、新たなビジネスモデルが必要と助言を受ける。海斗が課金制の導入を提案し、功たちが賛成する中、佐奈と小鳥の2人は社是に反するため強く反対し、図書館で解決策を模索する。翌日、小鳥は前夜の図書館での体験からプロダクトプレイスメントで広告収入を増大させることを提案する。佐奈も同じことを考えていたと話し、メンバー全員の賛同を得る。功は再び父親の元を訪れ、起業する中で彼の親心や経営能力を理解したことと、起業を継続し、賃料の減額を求めないと伝えると、翌日、須崎不動産から賃料を据え置く旨の連絡が入る。ドリームポニーはスタートアップ企業を対象とした優勝賞金1000万円のビジネスコンテストへの参加を決める。

### 第5話
小鳥はドリームポニーのメンバーたちに羽田と知り合いであることを知られ友人であると明かす。ドリームポニーはビジネスコンテスト決勝の最終2チームに勝ち残る。優勝に向け、海斗を中心にスタディーポニーキャンパスのメタバースの性能を連日の徹夜作業で強化するが、決勝の前日、完成したアプリが低スペックのスマホではうまく動作しないことが判明し、「誰でも平等に」という社是に反することから佐奈は改良の必要性を訴える。功が低スペックのスマホに対応するための軽量化を決断をしたことに、海斗は「ムリだ」と反発しその場を立ち去ってしまうが、小鳥の説得により改良作業に復帰する。決勝当日、対戦相手が高度な技術力をアピールする中、佐奈たちは改良したアプリが以前より性能が落ちているのではと指摘を受けるが、誰でも平等に使用できる環境こそがベストであるとその趣旨を説明し、技術力だけではなく、ビジネスモデルとして総合的に優れているとの評価で優勝を勝ち取る。

### 第6話
ビジコンに優勝したドリームポニーは、羽田から3億円の出資を提案される。事業が順調に進みだした矢先、佐奈は功からの「佐奈が好きだ」という告白に動揺し、気まずい雰囲気になる。そんな中、佐奈の母・美佳子は15年続けてきたレジ打ちの仕事をセルフレジの普及で解雇されてしまう。佐奈は妹・依里の進学費について美佳子に協力を申し出るが、美佳子は幼い頃に佐奈に苦労をかけた申し訳なさから、それを断る。次郎は佐奈と功の関係を修復するためふたりを無料クーポン券を餌にカフェに誘い出し、二人きりの時間を過ごさせる。功はカフェでゲームアカデミアのCEO永瀬拓也から手腕を買われ引き抜きの誘いを受けたが、佐奈と一緒に仕事がしたいという理由で申し出を断ったと佐奈に打ち明ける。佐奈と美佳子の不和を感じ取った小鳥はドリームポニーのファミリーデーを提案し、社員の家族が本社を訪れる中、美佳子は催しが終了した後にドリームポニーを訪れ、佐奈の起業内容や業績を理解した上、佐奈に職探しの助けを求め、紹介された家事代行サービス会社に採用される。

### 第7話
ドリームポニーはスタディーポニーキャンパスの特許を出願するが、ゲームアカデミアに先行出願されていた。永瀬は功に「技術は君の同僚から入手した」と話す。海斗に疑惑の目が向けられ、海斗は栗木や功から説明を求められるが何も答えずドリームポニーを去り、ゲームアカデミアに移籍する。特許事務所から特許を取り返す争いに「勝ち目がない」と言われた佐奈と功は、サイバーモバイルの羽田に助けを求める。羽田は功が残していた詳細な開発過程記録を見て、自社の弁護士なら十分特許を取り返せると答える。仲間の裏切りにドリームポニーの社員たちがショックを受けていると察した羽田は、サイバーモバイルが保有する河口湖畔の保養施設でのリフレッシュ合宿を提案する。デジタル・デトックスを目的とした合宿であったが、佐奈たちは現地の中学生との出会いをきっかけに地方でのネット学習に対する苦手意識や嫌悪感を知り、ブレスト合宿に切り替え問題点を改善したアプリを提案、モニターになってもらう。特許についてドリームポニーの主張が認められたことをゲームアカデミアの横山拳司は永瀬に報告すると、永瀬は本当に欲しかったものは手に入れたので、特許は必要ないと答える。

### 第8話
佐奈たちは韓国の謎の凄腕エンジニア ミン・ソヌをスカウトするため、彼が出場するeスポーツ大会に参加し接触を図ろうとするが、一回戦で敗退する。羽田は特許を取り戻せたことを佐奈たちに伝え、永瀬が簡単に引き下がったことから、彼の本当の狙いが海斗の引き抜きであった可能性を示唆する。永瀬は、佐奈たちの問い合わせに、特許は海斗が自慢した技術を分析して把握したと明かし、海斗の自社への入社は、ドリームポニーに居場所がなくなったのを救済しただけと話す。ドリームポニーの一同は海斗に疑ったことを謝罪するが、彼は謝罪の受入を拒む。そんな中、小鳥がドリームポニーの求人にあのミン・ソヌが応募してきたと告げるが、面接に現れたのは海斗であった。海斗は自身がミン・ソヌである出自を打ち明け、高校時代、高いIT技術を持つことからテストの解答をハッキングした犯人と疑われ、学校に居場所がなくなり中退してしまうが、不登校でも学習できる「スタディーポニー」の存在を知り、自分もこんなアプリを作りたいとプログラミングの勉強に打ち込み、心を救われた過去を明かす。そして、孤独だった自分を分け隔てなく迎え入れてくれたドリームポニーの一同に感謝し、戻りたい気持ちを吐露し、復帰する。スタディーポニーキャンパスがローンチされ、月100万人ペースでユーザーを獲得したことに歓喜する中、羽田はサイバーモバイルによるドリームポニーの買収を提案する。

### 第9話
佐奈は羽田からのM&A提案をドリームポニーに持ち帰り、仲間たちと議論した結果、他社からの乗っ取りと感じたことから申し出を断る。そんな中、須崎不動産で不正アクセスによる顧客情報漏洩事件が発生する。功は須崎不動産の若宮理人から、スタートアップ企業の優れたセキュリティシステムを実績がないことを理由に採用しない、須崎不動産の旧態依然とした企業体質を教えられる。功は父・征一をドリームポニーに招き会社見学させ、スタートアップ企業の持つ自由な発想やスピード感、柔軟性が大企業に足りない部分を補う力になりえることを力説すると、征一は会社を守るため保守的になっていた考えを改め、スタートアップ企業のセキュリティシステムを採用する。佐奈はM&Aを断った際に羽田から視野が狭いCEOと失望されたことが気にかかり、改めてM&Aについて学んだ結果、栗木から裏切り行為と非難を浴びるが、ドリームポニーの理念を広げるため、スタディーポニーキャンパスを海外展開するには、サイバーモバイルの力を活用することが有用であると考え直し、栗木にも納得してもらったうえでM&Aに応じる。功は今回の情報漏洩の一件から、旧態依然とした大企業とスタートアップ企業を連携させる橋渡しの役割の必要性を感じ、ドリームポニーを退社し、須崎不動産への入社を決意する。

### 最終話
ドリームポニーはベンチャー業界誌に取り上げられ、その効果からかハイブランドからスタポニキャンパスへの広告料5億円の商談を持ち掛けられる。佐奈はハイブランドとの商談や、サイバーモバイルとの打ち合わせなどに没頭するが、多忙と大切な功がいなくなったストレスから体調を崩す。そんな佐奈の様子を察した小鳥は、もっと自分の気持ちに正直になり、大切な人と向き合うべきだと助言する。小鳥に背中を押された佐奈は功に気持ちを伝えようとするが、遠方へ出張した功とすれ違う。佐奈は羽田に推薦され、慶成大学で学生向けに起業をテーマに講演する中、会場に功の姿を見つける。講演後、佐奈は功に好きな気持ちを告白し、功も同じ気持ちであると答え、二人は抱きしめ合う。佐奈は自分を応援してくれた小鳥は希望を与えてくれたユニコーンだったと感謝を述べる。佐奈はその過程で小鳥が小学生をIT人材に育成するサイバーモバイルの教育プロジェクトの応募を考えていたと知ると、ドリームポニーのメンバーたちと協力して審査書類を作成、締切ギリギリで書類を提出するが小鳥は無事合格し、山形県の小学校に1年間派遣されることになる。小鳥の派遣後、彼を慕って羽田と玲央の親子は山形を訪れ、ドリームポニーでは栗木が「社内恋愛禁止」のルールを廃止し、恵実に交際を申し込み、二人はカップルとなる。功は須崎不動産の社員から、自分が移籍したことで会社が変わったと感謝される。佐奈と功は絵画展を鑑賞した帰り、これからのスタディーポニーについてのアイデアを語り合い、手をつなぎ寄り添いながら歩いていく。

## キャスト

### 主要人物
成川佐奈（なるかわ さな）〈26〉
演 - 永野芽郁（幼少期：浅田芭路）
「ドリームポニー」のCEO。
貧しい母子家庭で高卒という出自をバネに、バイトをしながら大学に潜り込んで独学で勉強し、3年前「ドリームポニー」を起業する。
功への気持ちを考えないようにしていたが、功が会社を去り、功のことが好きだと気づき、好きだと素直に伝え功と結ばれる。
小鳥智志（ことり さとし）〈48〉
演 - 西島秀俊
「ドリームポニー」に転職してきた中年サラリーマン。地方銀行の元支店長。趣味は図書館通いと野鳥観察。
よく「小島」と誤認される。恵実から付けられた愛称は「コトリン」。
学生時代は問題集も買えないほど貧しかったことから企業理念に感銘した「ドリームポニー」への転職を希望していた。
SNSを誤送信したりとIT分野は不得手だが、地銀で培った地道な営業が得意。
佐奈に背中を押され、小学生をIT人材に育成するシチズンシップ教育プロジェクトに応募し、合格して1年間山形県に派遣される。
須崎功（すざき こう）〈26〉
演 - 杉野遥亮
佐奈と共に「ドリームポニー」を起業したビジネスパートナー。CTO（技術責任者）。慶成大学卒。
大手不動産グループ「須崎不動産」の御曹司だが、家業を継がずに起業の道を選んだ。
酒類を少し飲んだだけでダウンする程の下戸。
佐奈への恋心を封印し、ドリームポニーから独立するが、佐奈に好きな気持ちを素直に伝え、恋を成就させる。

### ドリームポニー
教育系アプリ開発のスタートアップ企業。ユニコーン企業への成長を目指す。
栗木次郎（くりき じろう）〈26〉
演 - 前原滉
エンジニアリングマネージャー。創業メンバーのひとり。功とは大学時代の同級生。服装はラフ。国語が少々苦手。左利き。
功が退社後は後任のCTOに就任し、社内の恋愛禁止ルールを廃止すると恵実に告白し、両思いであったことからカップルになる。
森本海斗（もりもと かいと） / ミン・ソヌ〈20〉
演 - 坂東龍汰
プログラマー。現役の大学生。新人募集で採用される。
数学オリンピックで優勝した経験もあり、技術力はあるがコミュ障気味。笑い方が特徴的。タラコおにぎりが好物。
謎の韓国人エンジニア ミン・ソヌの正体で、かつて佐奈たちが開発した「スタディーポニー」をきっかけに苦境から救済されていた。
特許を「ゲームアカデミア」に横流しした犯人と疑われたため「ドリームポニー」を去り、「ゲームアカデミア」に移籍するが、後に永瀬が海斗を引き抜くのための策略であったことが判明、小鳥が求人面接をお膳立てしてくれたことでドリームポニーに復帰する。
ドリームポニーがサイバーモバイルの傘下になると、サイバーモバイルのeスポーツ部に所属する。
夏井恵実（なつい めぐみ）〈29〉
演 - 青山テルマ
プログラマー。父がアメリカ人の帰国子女。ムードメーカー的存在。
ポジティブで伝えたいことはハッキリ言う。露出度が高い服装で、よく略語を使う。
次郎からの交際の申し込みをOKし、カップルになる。

### 佐奈の関係者
成川依里（なるかわ いり）〈17〉
演 - 武山瑠香（幼少期：有香）
佐奈の9歳下の妹。高校生。姉の佐奈が年の離れた小鳥に気があるのではないのかとヤキモキしている。
彼氏は運動部のイケメンエース部員だが、頻繁に相手が変わっている。
成川美佳子（なるかわ みかこ）
演 - 奥貫薫
佐奈と依里の母親。女手一つで佐奈と依里を育てた。
佐奈と依里の父親
演 - 岩崎孝宣
起業に失敗して借金を抱えたため、美佳子と離婚している。

### 須崎の関係者
倉田凛花（くらた りんか）〈26〉
演 - 石川恋
美容系インフルエンサー。功とは家族ぐるみの付き合いの幼馴染で、高校時代の元カノ。
佐奈に気がありよりを戻してくれない功に踏ん切りをつけ、心機一転、恋愛リアリティーショーに出演する。
須崎征一
演 - 利重剛
功の父親。「須崎不動産」の社長。
須崎聖
演 - 片岡京子
功の母親。功と夫が親子関係を拗らせていることに気を揉んでいる。
ドリームポニーのファミリーデーに正体がばれないように参加し、功の様子を確認していた。

### その他
白金貴史（しろがね たかし）
演 - 山口貴也
ベンチャーキャピタル「ゴールドキャピタル」の社員。「ドリームポニー」の担当者。
羽田早智（はねだ さち）〈43〉
演 - 広末涼子
大手通信会社「サイバーモバイル」の新CEO。佐奈の憧れの存在。シングルマザーで元夫はアメリカ人。
元アパレルショップ店員で、ファッション系ECサイト「ウェアラボ」を立ち上げユニコーン企業に育て上げた。
羽田玲央（はねだ れお）〈9〉
演 - 寺嶋眞秀（第2話 - ）
早智の息子。小学3年生でアウトドア好き。
バードウォッチングを通じて小鳥と親しくなる。

### ゲスト

#### 第1話
警備員
演 - 水澤紳吾（第3話）
慶成大学に忍び込んでいた佐奈を追跡する。
記者
演 - 浅井映里香
「ドリームポニー」で佐奈を取材する。
カメラマン
演 - 和田慎太郎
「ドリームポニー」の取材で佐奈を撮影する。
高輪栄治
演 - 山口祥行
「ゴールドキャピタル」の社員。会社の業績改善を佐奈に要求する。
大島
演 - 松尾諭
小鳥の「いなほ銀行」時代の同期。殆どが潰れてしまうスタートアップ企業への小鳥の転職を心配する。
依里の彼氏
演 - ショーン
バスケ部のエース部員。
東郷
演 - 井上肇
小鳥の「いなほ銀行」時代の上司。

#### 第2話
タクシー運転手
演 - 村松利史
乗車した小鳥が佐奈の上司と勘違いする。
ケビン
演 - ケビン
教育系インフルエンサー。
競合他社のEdTech企業の先約があるため、佐奈からの宣伝依頼を断る。
TAKA
演 - 入江甚儀
元サッカー選手の人気YouTuber。
おちゃらけキャラで説得力がないからと、佐奈からの宣伝依頼を断る。
偶然スタディーポニーの体験会に出くわし、大人になってから再学習しづらい経験談を語る。
POM2（ポムポム）
演 - ミチ
インフルエンサー。
教育関係の宣伝案件で再生数が下がることを嫌い、佐奈からの宣伝依頼を断る。

#### 第3話
伊能
演 - 林輝幸
慶成大学のクイズ研究会「クイズマップ」のメンバー。テレビ出演も果たすほどの人気者。
自社アプリの宣伝活動を目的に「ドリームポニー」からコラボを持ち掛けられる。
岩岡
演 - ヒデ（ペナルティ）
慶成大学の教授。プログラミングの授業に栗木の代わりに潜り込んでいた佐奈に気付き、追いかける。

#### 第4話
高山充〈48〉
演 - 飯田基祐（第3話）
投資家。投資会社「GFファンド」社長。佐奈が起業家と投資家をつなぐマッチングアプリでマッチングした相手。
酒癖が悪く、酔って佐奈を連れまわそうとするが小鳥に制止される。

#### 第5話
谷川守
演 - 柾賢志
佐奈たちがスポンサー募集で訪問したアパレル「アンティローザ」の社長。プロダクトプレイスメントならば、ただの広告だけでなく、売れ筋商品のマーケティングになると佐奈から売り込みをかけられる。
永瀬拓也
演 - 松尾貴史（第6話 - 第8話）
ゲームアプリ開発会社「ゲームアカデミア」のCEO。羽田曰く、会社の利益のためなら手段を択ばない男。
CTOとしての手腕を評価した功をドリームポニーから引き抜き抜こうとするが、佐奈と一緒に仕事がしたいという理由から断られる。
佐奈たちが出場したビジコンの審査員を務めた際、偶然見かけたプログラミング中の海斗の技量を高く評価し、彼の引き抜きを画策して、海斗を自社に招いた際にドリポニキャンパスの技術を聞き出し、海斗が技術を横流ししたように装い、功たちと仲違いさせ自社に招き入れる策略に成功する。
金光昴
演 - 岩井拳士朗（第7話・第8話）
「トップオブテック」の代表。ビジネスコンテストのファイナルステージに進出したドリームポニーの対戦相手。
決勝でドリームポニーに敗れ、技術力では上回っていたと審査結果に異議を唱えるが、羽田から技術力が上だからと言ってビジネスで成功することにはならないと審査内容を説明される。
後に「ゲームアカデミア」にVR技術を評価され買収され、「ゲームアカデミア」社員となり社内のeスポーツチームに所属する。
社内でパワハラを受け、教授に意見したことで口を利いてもらえなくなったために大学を中退した海斗を不憫に思い、海斗に会いに来た佐奈たちのために、ゲストパスを融通する。
近堂光弘
演 - 山内昭宏
「× garden 」のCEO。ビジネスコンテストに参加したスタートアップ企業の1社。
司会者
演 - 南波雅俊（TBSアナウンサー)
スタートアップ ビジネスコンテスト 2022の司会。

#### 第6話
栗木の父親、栗木妙子、栗木三郎、栗木四郎
演 - 石垣恵三郎、眞田惠津子、松山歩夢、齋藤潤
ドリームポニーのファミリーデーに九州から参加した次郎の両親と弟たち。
依里の彼氏
演- 弓木大和
依里の新しい彼氏。陸上部のエース。
夏井の父、母
演 - ロン・レイ・ジュニア、後藤亜希
ドリームポニーのファミリーデーに夏井のスマホを介してリモートで参加する。
三村物流の面接担当
演 - 田中貴裕、池田恵子
就職面接に来た佐奈の母・美佳子に対応する。
「NTSクリーンハウス」の社長
演 - 宮島はるか
佐奈が母・美佳子に紹介した家事代行サービス会社の社長。子供を2人育て上げたことから、美佳子を即戦力として採用する。

#### 第7話
教師
演 - 西野大作（第8話）
長野県の高校生だった海斗をテストの解答用紙をハッキングしてネットに拡散した犯人と決めつけ、「何をしたのか判っているのか」と襟元をつかみ怒鳴りつける。
岩熊勉
演 - 仲義代
岩熊特許法律事務所の所長。「ゲームアカデミア」に横取りされたドリームポニーの特許を取り返すことに「勝ち目はない」と告げる。
店長
演 - 内藤トモヤ
スーパーの店長。合宿のBBQの食材を買い出しに来た佐奈たちにスイカを勧める。
原田太一
演 - 岩田琉生
富士河口湖町立昭森中学校1年生。スーパーに落とした財布を佐奈たちに中学校まで届けてもらうが、不審者と勘違いする。
古川
演 - 小林きな子
昭森中学校の教師。彼女との会話からネット学習に苦手意識や嫌悪感を持つ地方都市の状況が浮き彫りとなる。
ネット学習導入に躊躇していたが、スタディーポニーの体験会で考えを改め、保護者に生徒たちがモニターになる説明を引き受ける。
横山拳司
演 - おばたのお兄さん（第8話）
「ゲームアカデミア」の社員。社内のeスポーツチームのメンバー。
社内のエンジニアたちに有無も言わさずアプリ開発を行わせ、過重労働を強いるパワハラを働く。

#### 第8話
小鳥志郎
演 - 小野武彦
小鳥の父親。シルバーホームに入居中だが、階段から転落して負傷してしまい、治療で通院するため小鳥の家に一時滞在する。
小鳥が銀行を退職したことを知らず、佐奈を息子の部下の行員と勘違いするが、佐奈は社長で、彼女の経営する会社で働いていると息子から明かされると、リモートワークで仲良く仕事をする様子を目撃していたことから、「良い仲間に巡り会えたな」と答える。
「ドリームポニー」への転職希望者
演 - 幸地生剛
「ゲームアカデミア」で過重労働でアプリ開発を強いるパワハラを受けたことから退職し、ドリームポニーへの転職を希望していた。
「ゲームアカデミア」の受付嬢
演 - 君島光輝
海斗に面会に来た佐奈たちにアポイントの無い来客は取次できないと対応する。

#### 第9話
若宮理人
演 - 楽駆
須崎不動産の社員。功の大学時代の後輩。建物オタクで大学在学中は須崎不動産に就職させてくれと功につきまとっていた。
社内の情報保護にスタートアップ企業「キープロテック」社のシステムセキュリティ技術の導入を上司にプレゼンしていたが受け入れてもらえなかったところ、今回顧客情報漏洩が発生したため、須崎社長に功から「キープロテック」社の技術を導入するよう説得して欲しいとドリームポニーを訪れる。
『JLN NEWS』のキャスター
演 - 日比麻音子（TBSテレビアナウンサー）
須崎不動産が450万人の顧客情報を漏洩したニュースを伝える。

#### 最終話
前島
演 - 赤ペン瀧川
ハイブランド「JOJI EREN」の広告担当。ベンチャー業界誌「WINGS」を見て、佐奈に商談を持ち掛け、スタポニキャンパスでのメタバース空間のプロダクトプレースメントに5億円の広告料を提示する。
学生
演 - 平松來馬
慶成大学の学生。講演会で慶成大学を訪れた佐奈に、平凡な自分でも起業できるかと質問する。
須崎不動産の社員
演 - 山添寛（相席スタート）
須崎不動産のスタートアップ推進部の社員。功が須崎不動産に来てくれて、会社が変わったと感謝する。

## スタッフ
- 脚本 - 大北はるか
- 音楽 - 青木沙也果
- 主題歌 - DISH//「しわくちゃな雲を抱いて」（ソニー・ミュージックレーベルズ）[48]
- リサーチ協力 - 小田康平
- 起業監修 - 後藤貴史
- アプリ監修 - 松岡孝幸（バンク・オブ・イノベーション）、一ノ宮朝子（atama+）
- 画面制作 - 森誉裕（グレートインターナショナル）
- プロデューサー - 松本友香、岩崎愛奈
- 演出 - 青山貴洋、棚澤孝義、泉正英、竹村謙太郎
- 編成 - 青木伸介、森岡梢
- 製作 - TBSスパークル、TBS

## 放送日程
| 話数                                                                        | 放送日  | サブタイトル                    | 演出       | 視聴率 |
| --------------------------------------------------------------------------- | ------- | ------------------------------- | ---------- | ------ |
| 第1話                                                                       | 7月05日 | 大人の青春が始まる!             | 青山貴洋   | 8.7%   |
| 第2話                                                                       | 7月12日 | おじさん部下とドタバタな毎日!   | 青山貴洋   | 8.3%   |
| 第3話                                                                       | 7月19日 | 過去に隠された切ない恋          | 青山貴洋   | 7.8%   |
| 第4話                                                                       | 7月26日 | 救世主と運命の出会い!?          | 泉正英     | 8.2%   |
| 第5話                                                                       | 8月02日 | 社運を賭けたビジネスコンテスト! | 棚澤孝義   | 7.8%   |
| 第6話                                                                       | 8月09日 | 恋愛禁止ルール崩壊!             | 青山貴洋   | 7.0%   |
| 第7話                                                                       | 8月16日 | 仲間の裏切り…リフレッシュ合宿へ | 泉正英     | 7.5%   |
| 第8話                                                                       | 8月23日 | 裏切りは罠!? 小鳥さんの私生活!  | 竹村謙太郎 | 8.2%   |
| 第9話                                                                       | 8月30日 | 買収で仲間割れ!? CEO最大の決断  | 青山貴洋   | 7.6%   |
| 最終話                                                                      | 9月06日 | 大人の青春の行方は…!?!          | 青山貴洋   | 8.7%   |
| 平均視聴率 8.0%（視聴率はビデオリサーチ調べ、関東地区・世帯・リアルタイム） |         |                                 |            |        |

- 初回は15分拡大（22:00 - 23:12）。

## その他
2022年9月3日にさいたまスーパーアリーナで開催された『第35回 マイナビ 東京ガールズコレクション 2022 AUTUMN/WINTER』で本作とのコラボレーションステージが実現し、佐奈役の永野と須崎役の杉野が2ショットでランウェイに登場した。(ランウェイ登場後、共演者の坂東龍汰、前原滉、青山テルマも合流、登壇している。)